# Lyne Beaumont
Lyne Beaumont (ur. 23 stycznia 1978 w Quebecu) – kanadyjska pływaczka synchroniczna, brązowa medalistka olimpijska.
W 1998 jedyny raz w karierze startowała w mistrzostwach świata – na czempionacie w Perth zajęła 4. miejsce w finale rywalizacji drużyn.
Dwa lata później reprezentowała swój kraj na igrzyskach olimpijskich, w ich ramach wystąpiła w konkurencji drużyn – razem z koleżankami z zespołu uzyskała w finale wynik 97,357 pkt i zdobyła brązowy medal.